# جيمس يو (سياسي)
جيمس يو هو سياسي كندي، ولد في 1789، وتوفي في 25 أغسطس 1868.